# George B. Cooper
George Byran Cooper (* 6. Juni 1808 in Long Hill, Morris County, New Jersey; † 29. August 1866 in New Bedford, New Jersey) war ein US-amerikanischer Politiker. Zwischen 1859 und 1860 vertrat er den Bundesstaat Michigan im US-Repräsentantenhaus.

## Werdegang
George Cooper besuchte die öffentlichen Schulen seiner Heimat in New Jersey. Im Jahr 1830 zog er nach Ann Arbor im Michigan-Territorium. Fünf Jahre später zog er nach Jackson weiter, wo er im Handel tätig wurde. Zwischen 1836 und 1846 war Cooper Posthalter in Jackson. Im Jahr 1840 gründete er in dieser Stadt eine Eisengießerei. Politisch war Cooper Mitglied der Demokratischen Partei. In den Jahren 1837 und 1838 saß er im Senat von Michigan; 1842 wurde er Abgeordneter im Repräsentantenhaus des Staates. Zwischen 1846 und 1850 amtierte Cooper als State Treasurer von Michigan. Ab 1851 war er auch im Bankgewerbe engagiert.
Bei den Kongresswahlen des Jahres 1858 wurde er im ersten Wahlbezirk von Michigan in das US-Repräsentantenhaus in Washington, D.C. gewählt, wo er am 4. März 1859 die Nachfolge von William Alanson Howard antrat, den er bei der Wahl geschlagen hatte. Nachdem es bei der Wahl zu Unregelmäßigkeiten gekommen war, legte Howard gegen den Wahlausgang Beschwerde ein. Der Kongress gab dem Einspruch am 15. Mai 1860 statt. Daraufhin musste Cooper sein Mandat wieder an Howard abtreten.
Nach seinem Ausscheiden aus dem US-Repräsentantenhaus zog George Cooper nach New Bedford. Dort ist er am 29. August 1866 auch verstorben.